# 偉恒昌新邨

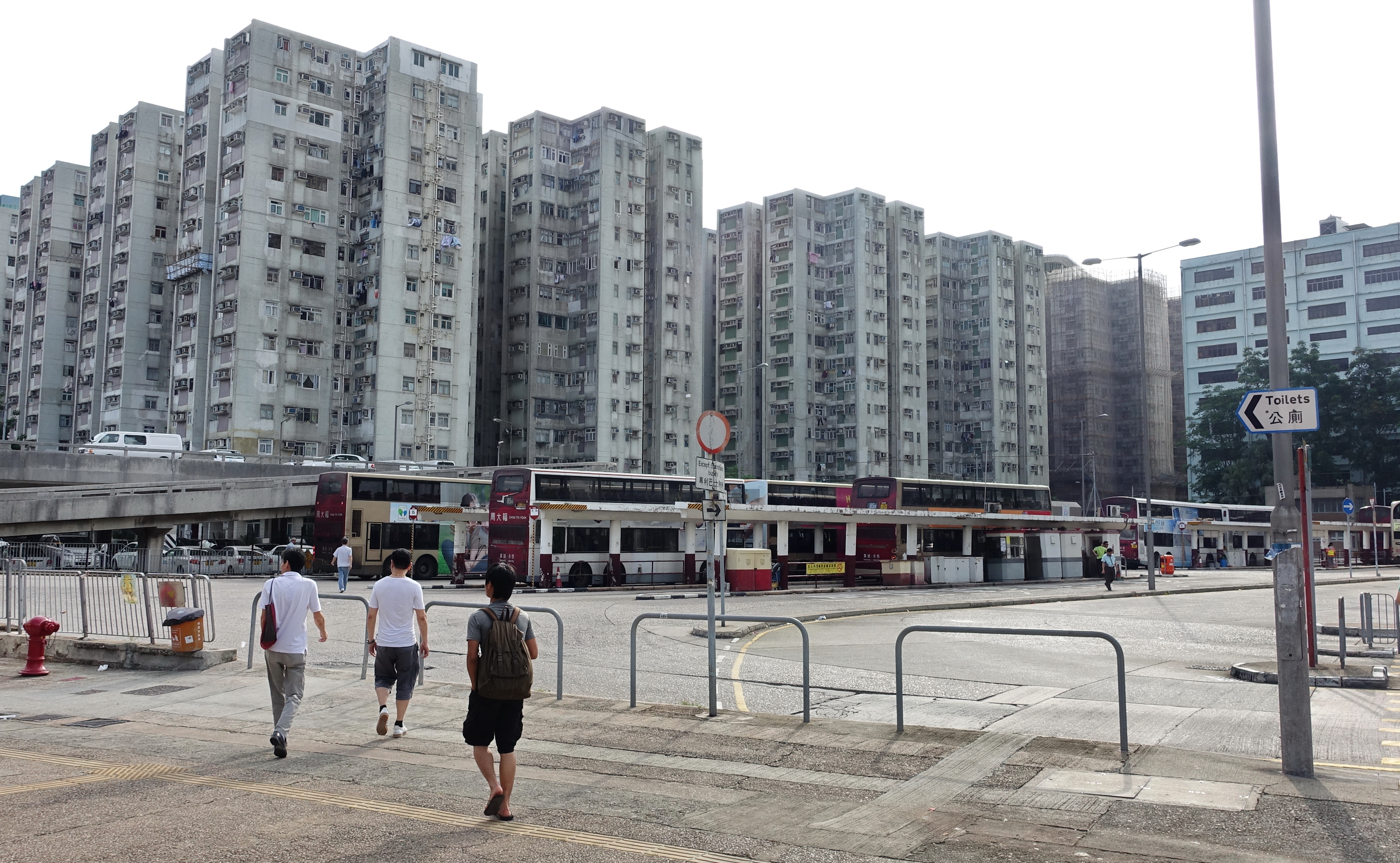
從九龍城渡輪碼頭向西望偉恒昌新邨（攝於2015年8月28日）

偉恒昌新邨（英語：Wyler Gardens）位於香港九龍九龍城區土瓜灣土瓜灣道、貴州街和新碼頭街之間，處於土瓜灣東北面海傍。偉恒昌新邨分3期發展（昌景閣、恒景閣、偉景閣），共30座大廈，於1978年1月至1979年3月分別落成入伙，由司徒惠建築師事務所設計，協興建築有限公司承建，發展商為恒生銀行附屬公司「偉恒昌發展有限公司」，售樓代理為恒生銀行信托有限公司，屬香港罕見由銀行發展的大型住宅群。屋苑位處小學34校網。
昌景閣、恒景閣、偉景閣早年均由恒生管理有限公司負責屋苑管理；現時則以港深聯合物業管理有限公司（昌景閣&恒景閣）進行管理。
偉景閣曾經的管理公司是新昌管理服務有限公司。 曾經有一段時間轉為其士富居物業管理有限公司管理， 直到2025年8月1日起將會改由昇捷物業管理有限公司管理。

## 歷史

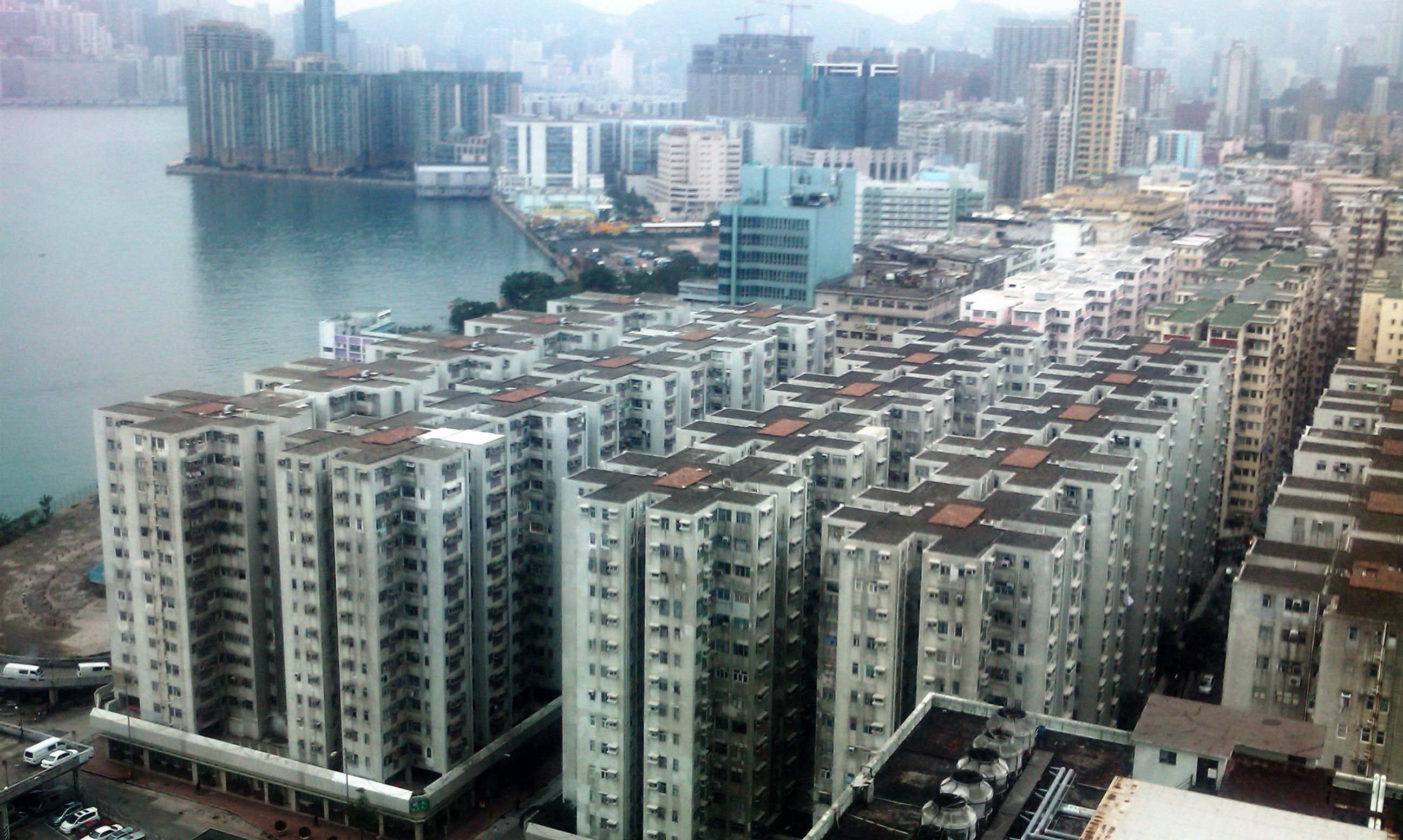
攝於2009年12月的偉恒昌新邨。

偉恒昌新邨所在地原為填海用地，後成為1948年建廠的偉倫紗廠，屬當時有中國最大紗廠之稱的申新第一紡織廠集團之一員，由陸菊森與吳昆生合資開辦。由於偉倫紗廠中的「偉倫」是英文「Wyler」的中文譯名，故偉恒昌新邨的英文名字「Wyler」，相信也是與此有關。1970年代，偉倫紗廠結業，原址被恒生銀行收購，隨即重建成大型住宅屋苑，即今天的偉恒昌新邨，恒生銀行早年亦在屋苑中對著土瓜灣道的大道上設立地舖，直至1990年代整合分行數目才撤離。
隨著啟德機場的遷離，政府放寬高度限制，鄰近一帶陸續在2000年代有較大型的屋苑如翔龍灣、傲雲峰等之落成，然而偉恒昌新邨雖然落成已久，但因坐擁2,730個單位，使該屋苑仍成為土瓜灣的二手成交量持續偏高的私人屋苑，而該邨優點是遠望香港島北角至鰂魚涌景觀。

## 大廈設計
偉恒昌新邨共有30座大廈，三期各設有一座大廈共用的平台花園。偉恒昌新邨之單位實用率約達85%，面積由385尺至685尺不等，而每座大廈皆有兩部獨立升降機，受制於升降機設計，升降機不能通往頂層（14樓），頂層住戶日常需步行一個樓層。
- 昌景閣 Chong Chien Court（第一期）（1978年1月落成入伙）
  - A-J座全部為一至二人房的小單位，單位面積由477呎至543呎之間（2樓-13樓: 3和4的單位：477呎；5和6的單位：507呎；1和2的單位：543呎）（14樓: 3、4的單位；471尺；5、6的單位：483尺； 1、2的單位：573尺），當中的507呎單位本身的設計是給單身人士居住，所以在單位平面圖設計上只有1個睡房。
- 恒景閣 Hang Chien Court（第二期）（1979年2月落成）
  - A-J座全部為一至二人房的小單位，單位面積由385呎和560呎之間（2樓-13樓: 4和5的單位：385尺；2、3、6和7的單位：444尺；1和8的單位：500呎）（14樓: 2、7的單位；414尺；3、6的單位：423尺； 4、5的單位：435呎；1和8的單位：516呎），當中的385呎單位本身的設計是給單身人士居住，所以在單位平面圖設計上只有1個睡房。
  - 當中的385呎單位本身的設計是給單身人士居住，所以在單位平面圖設計上只有1個睡房。
- 偉景閣 Wei Chien Court（第三期）（1979年3月落成）
  - A﹑C﹑E﹑G和I座的單位設計模式上都與恒景閣相同；而面向海邊的B、D、F、H和J座的單位就以家庭單位為主，大部份為三人房的大單位，單位面積由490呎至685呎之間（2樓-13樓: 1和6的單位：685呎；2和5的單位：650尺；3和4的單位：490尺）（14樓: 3、4的單位；507尺；1單位：630尺； 6單位：638呎；2和5的單位：650呎）。由於地處海傍，故此偉景閣的單位平均呎價會比其餘兩期的高[1]。 由於地處海傍，故此偉景閣的單位平均呎價會比其餘兩期的高[1]。

## 設施
偉恒昌新邨鄰近九龍城碼頭可乘渡輪來往北角，另有不少巴士及小巴以該碼頭或屋苑作為總站，交通尚算便利。地理上，偉恒昌新邨一帶為工業區與舊式唐樓結集形成的住宅區，區內較大型的商場只有翔龍灣廣場。

## 命案
1991年12月23日，偉恒昌新邨偉景閣發生命案，案發於土瓜灣偉恒昌新邨偉景閣F座2樓一個單位，小叔蔡X光（24歲）垂涎大嫂陳秀芳（27歲）美色，殺大嫂後姦屍。1993年4月7日陪審團一致裁定被告謀殺罪成。